# Виадук Фад
Виадук Фад (фр. Viaduc des Fades) — французский железнодорожный виадук через реку Сьюль, между коммунами Соре-Бессерв и Лез-Ансиз-Ком в департаменте Пюи-де-Дом. Его две каменные опоры высотой более 92 м до сих пор удерживают мировой рекорд высоты в своей категории. Он и по сей день остаётся самым высоким железнодорожным мостом во Франции.
Это инженерное сооружение обеспечивало движение по железнодорожной линии Лаперуз-Вольвик (участок маршрута Клермон-Ферран-Монлюсон через плато Комбрай). Эксплуатация была приостановлена 9 декабря 2007 года региональным управлением SNCF по соображениям безопасности в связи с плохим состоянием моста из-за отсутствия технического обслуживания. В настоящее время линия находится в государственной собственности и не функционирует.

## Топонимия
Топоним «фад» происходит от окситанского слова fada, означающего «фея». «Фада» стало распространённым выражением для описания слегка сумасшедшего или простоватого человека, но в более глубоком этимологическом смысле слова «фада» также относится к «вдохновлённому» безумцу, ибо если он потерял рассудок или совершил неразумные поступки, то это потому, что его «коснулась рука феи».
Писатель Бенезет Видаль в своём романе «Жан Комбралья» переложил на окситанский язык местную легенду о названии виадука. Согласно этой легенде, феи («фады» на окситанском) живут на берегах реки Сьюль.
Существует несколько вариантов «легенды» о фадах, связанных с феями. Наиболее правдоподобная из дошедших до нас: в начале XIX века две сестры, оставшиеся старыми девами, изнуряли себя работой на бедной мельнице в нижней части долины. В конце жизни, несомненно, вдохновлённые доброй феей, им пришла в голову безумная идея: бросить все свои сбережения, чтобы построить небольшой мост, чтобы облегчить путникам переправу через Сьюль. Этот мост, вскоре прозванный некоторыми местными жителями, заподозренными в неблагодарности, «мостом фадах», дал своё название месту, а затем и виадуку.

## История

### Проект
Эта линия, первоначально называвшаяся «от Сент-Элуа-де-Мин до Понья», была объявлена общественной 22 июля 1881 года. 20 марта 1893 года она была передана Парижско-Орлеанской железнодорожной компании (ПО). В период с 1893 по 1896 год проект виадука через глубокую долину реки Сьюль последовательно изучался инженерами Дюпеном и Гийомом из компании Ponts et Chaussées под руководством главных инженеров Дэгремона, а затем Дрокса.
1 ноября 1896 года инженер Феликс Вирар приступил к проектным работам под руководством главного инженера Абеля Дрокса. 26 апреля 1901 года проект, представленный Вираром, получил одобрение министерства. 25 июля победителем тендера на проведение работ была объявлена Французская машиностроительная компания (Anciens Établissements Cail), заводы которой находились в Денене (департамент Нор).
Выбранный проект представлял собой полуметаллический виадук, состоящий из трёх пролётов из стали и пудлингового железа, с прямыми балками и тройной фермой типа Уоррена, опирающийся на две гигантские опоры из гранитного щебня. Планировалось однопролётное строение, но оползень, произошедший во время строительства устоя на левом берегу (северная сторона), потребовал замены на этом берегу двух каменных арок первоначального проекта на более лёгкий металлический вторичный пролёт.

### Строительство
Работы начались 28 октября 1901 года. Опоры, построенные из извести и песка, были работой «корпорации» каменщиков из Крёза. Уникальность этих опор заключалась в том, что они были полыми внутри, что позволяло возводить их без использования лесов; рабочих можно было доставить на площадку изнутри с помощью грузового лифта.
Настил моста был возведён с помощью двух плавучих «клеток», по одной на каждом берегу. Внешне повторяя профиль готовой конструкции, эти «клетки» содержали все инструменты, необходимые для облицовки, установки и клёпки различных частей каркаса настила. Первая половина 116-метровых боковых пролётов была возведена на гигантских лесах (состоящих из настила, опирающегося на две временные деревянные опоры), а вторая половина была консольной. 144-метровый центральный пролёт был полностью установлен на консоль, при этом две половины настила выступали над пустотами от каждой опоры; окончательное соединение (или замковое соединение) состоялось 18 мая 1909 года. К 11 сентября 1909 года виадук был полностью завершён.
С 14 по 16 сентября 1909 года конструкция успешно прошла испытания на прочность с использованием поезда, груженного балластом, вес которого в полной конфигурации достигал 1075 тонн. Торжественное открытие виадука Фад состоялось 10 октября 1909 года под председательством министра труда Рене Вивиани; спустя десять дней он был введён в эксплуатацию.

### Рекордный виадук
На момент своего открытия в 1909 году виадук Фад входил в тройку самых высоких мостов в мире. Только два более старых моста, но гораздо меньших размеров, возвышались над долиной на большей высоте: подвесной мост Ла-Кай (147 м над рекой Юсс (Верхняя Савойя, Франция), пролёт 182 м, открыт в 1839 году) и железнодорожный мост Санта-Джустина (144 м над ущельем Ла-Ноче Трентино-Альто-Адидже, Италия, металлическая арка с пролётом 60 м, построена в 1890 году).
До сих пор виадук Фад занимает первое место по высоте среди железнодорожных мостов во Франции и второе — в Европе после виадука Мала-Риека (Черногория, 198 м).
Две его монументальных опоры из клееного камня достигают высоты более 92 м (без учета фундамента); они остаются самыми высокими опорами моста из традиционной каменной кладки. Их основание шире теннисного корта. В то время как другие виадуки подчёркивают элегантность изгибов, виадук Фад демонстрирует строгость прямых балок. Его настил — один из лучших образцов этого типа.

## Галерея

Вид на виадук Фад
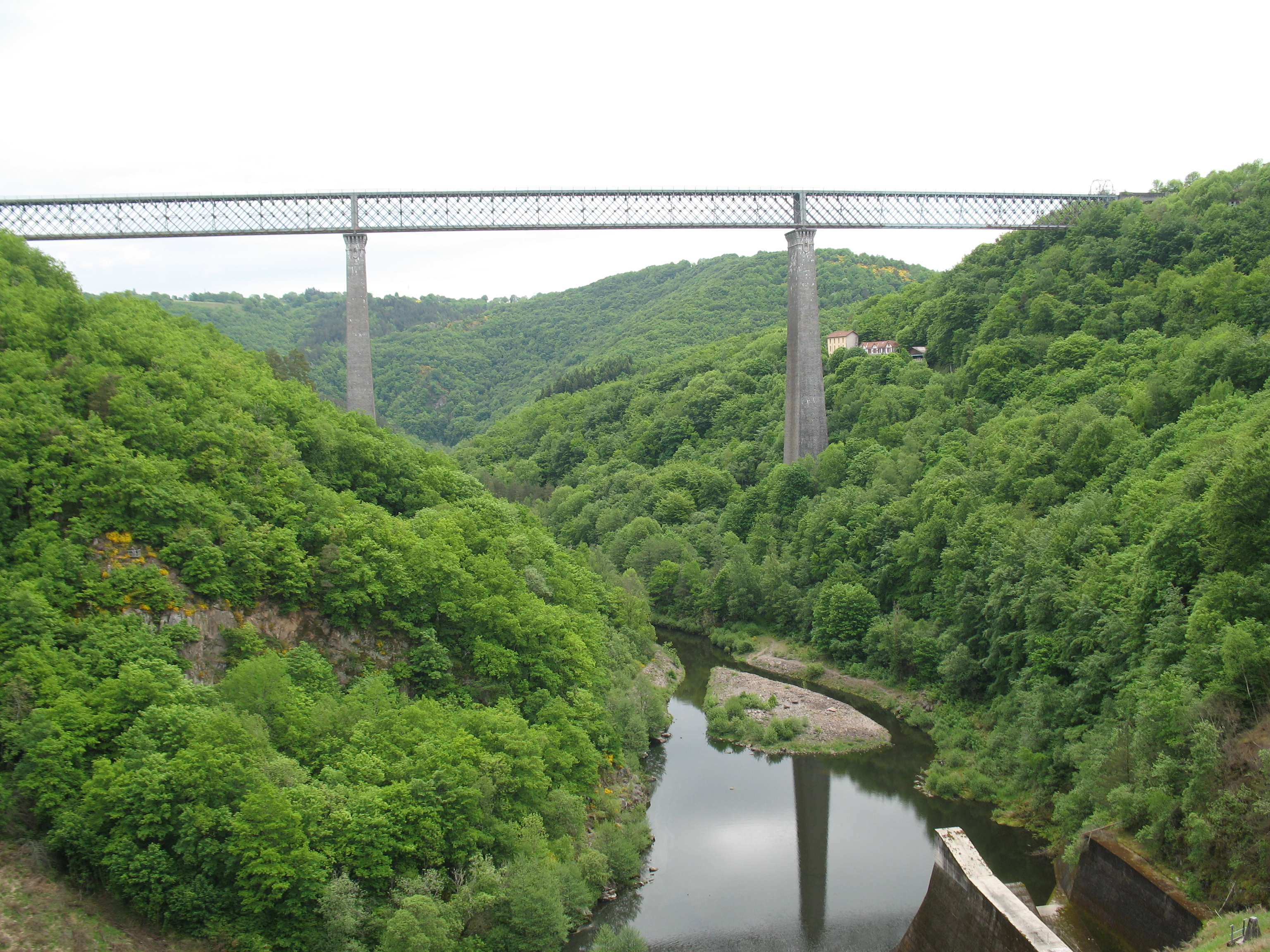
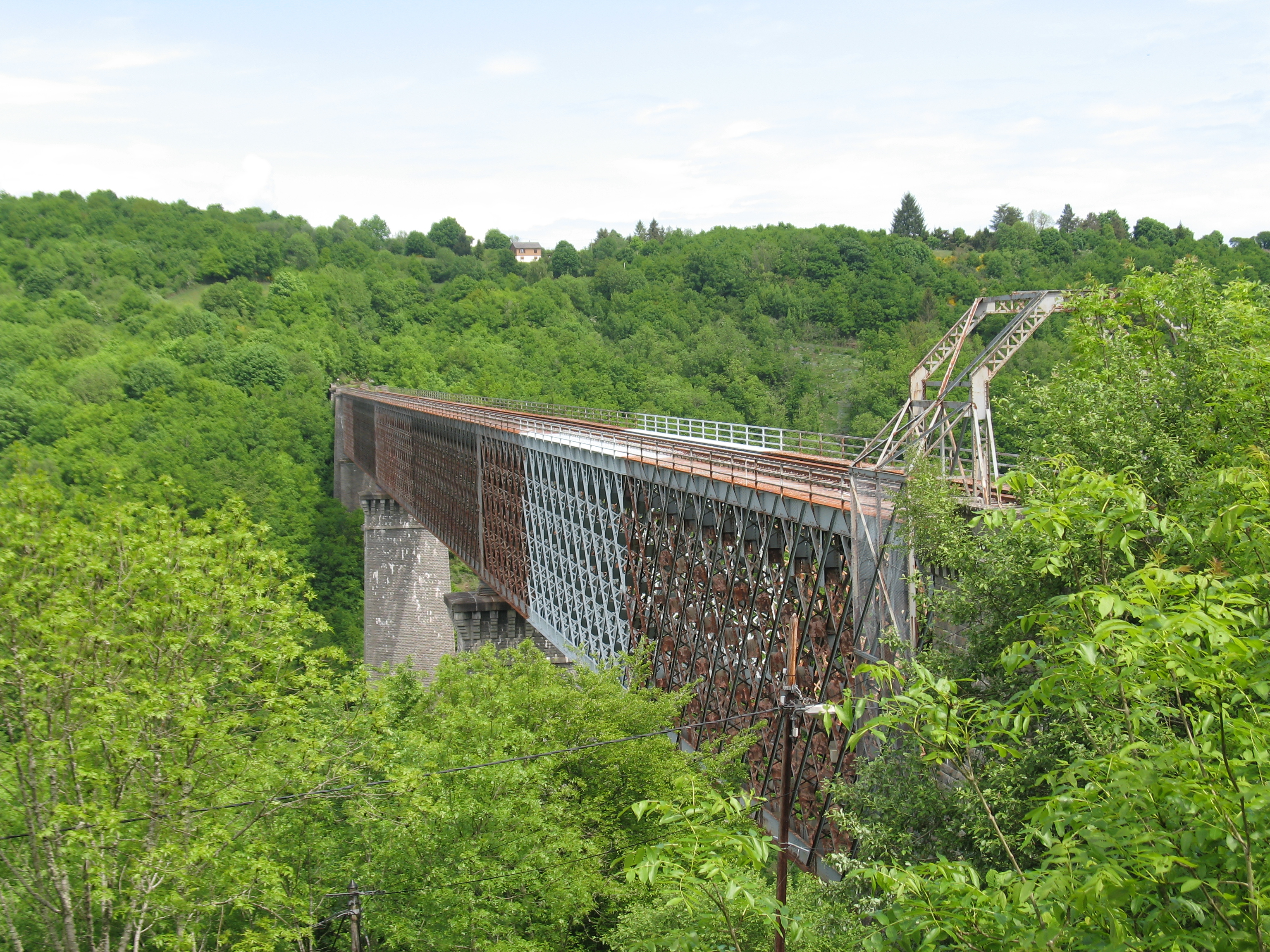
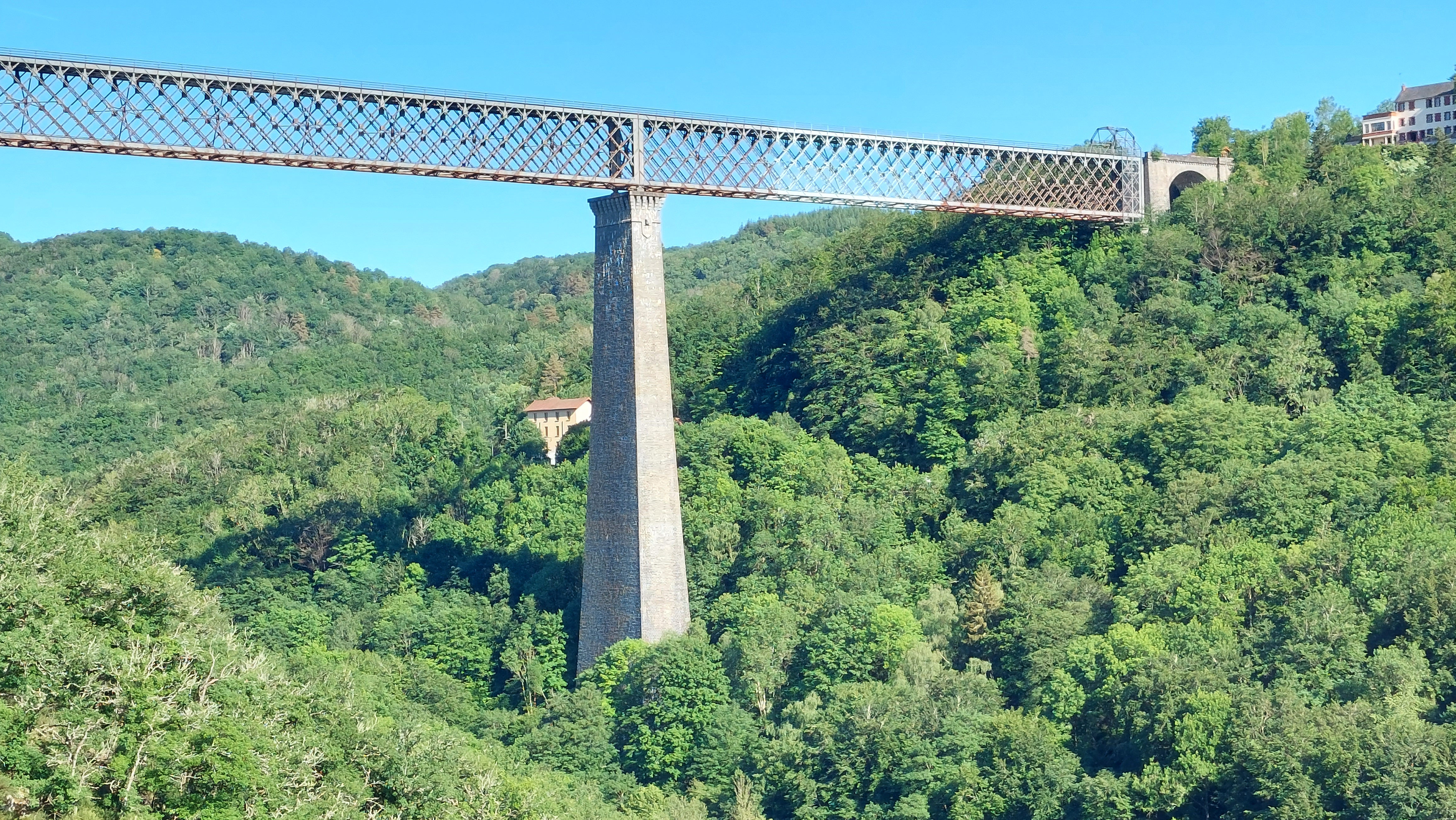
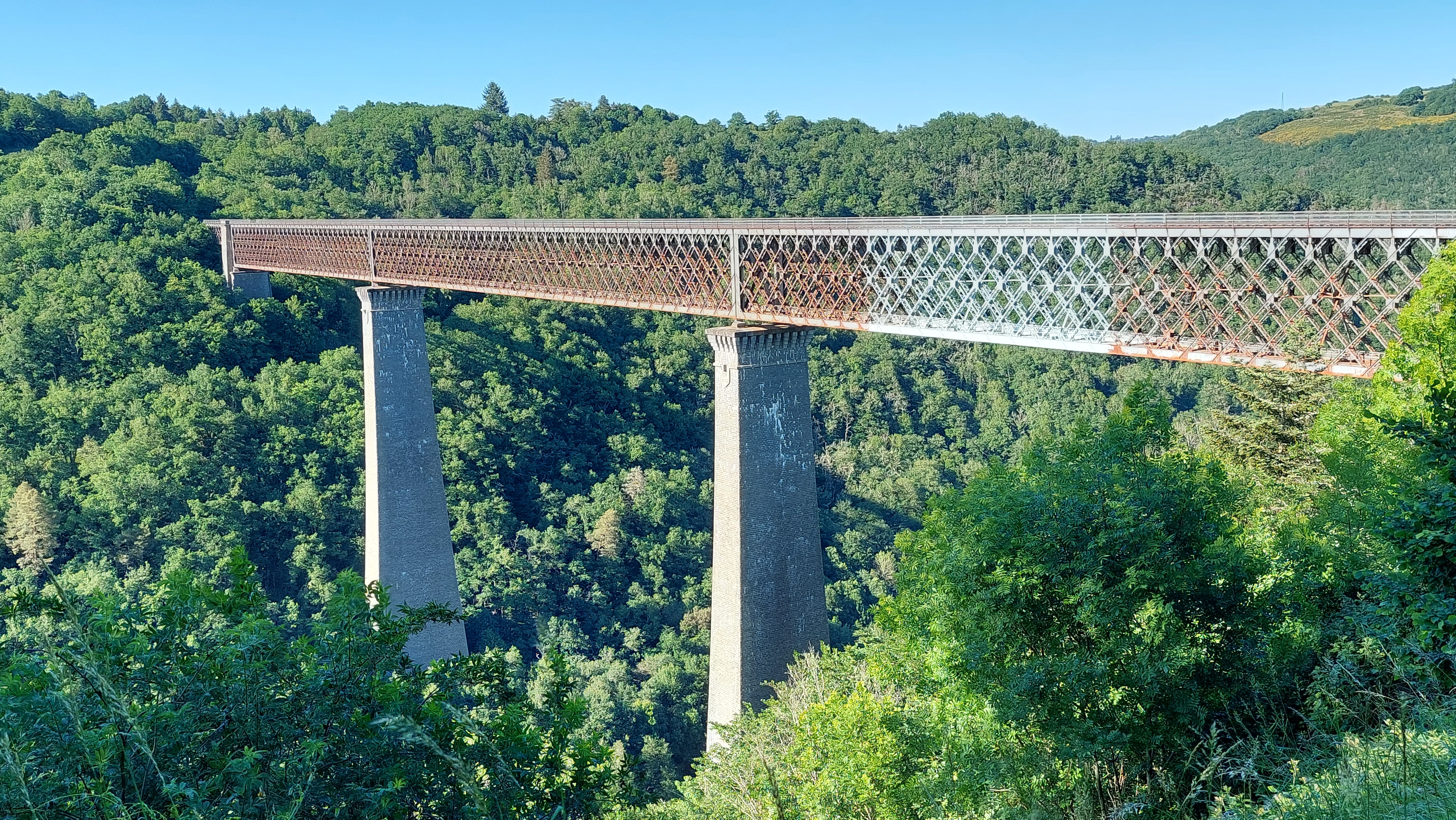